# Centro de Futebol Amazônia
O Clube de Futebol da Amazônia ou CFA foi um clube brasileiro de futebol da cidade de Porto Velho, capital de Rondônia. Suas cores eram o roxo, amarelo e branco.

## História

### Fundação
Foi fundada em 17 de janeiro de 2001 no município de Porto Velho, capital de Rondônia por ideia de Heitor Costa pela ideia de criar um clube de futebol treinador em Porto Velho para mostrar aos times da capital paulista como, a partir da formação dos jogadores, os títulos viriam pelo CFA. Em seu primeiro ano de fundação, a equipe ganhou a Copa da Independencia da Bolívia.

### Era de ouro e falência
Em 2002, a Raposinha inscreveu-se no Campeonato Rondoniense de Futebol do qual se sagrou campeão após vencer o União Cacoalense, que lhe deu classificação para a Série C e a Copa do Brasil em 2003.
Na terceira divisão nacional, são eliminados na primeira rodada após terminarem em último lugar em seu grupo, enquanto na Copa do Brasil vão além da primeira fase ao eliminar por 3 a 2 o Rio Branco-AC, mas é eliminado na segunda fase por um agregado de 7 a 4 pelo Bahia; e no Campeonato Rondoniense daquele ano perderam a final contra o mesmo rival que venceram no ano anterior, o União Cacoalense. Nesse mesmo ano conquistou o título do Torneio Integração da Amazônia, seu primeiro e principal título em escala regional.
Em 2003, foi a última participação do clube em torneios estaduais, desaparecendo em 2004. Foi o primeiro time de Porto Velho a conquistar o título do Campeonato Rondoniense de Futebol desde que o campeonato se tornou profissional.

## Títulos
| REGIONAIS | REGIONAIS                | REGIONAIS | REGIONAIS  |
|           | Competição               | Títulos   | Temporadas |
| --------- | ------------------------ | --------- | ---------- |
|           | Copão da Amazônia        | 1         | 2003       |
| ESTADUAIS |                          |           |            |
|           | Competição               | Títulos   | Temporadas |
|           | Campeonato Rondoniense   | 1         | 2002       |
|           | Copa Rondônia de futebol | 1         | 2001       |

Notas
 Campeão Invicto

### Outras conquistas
Internacionais
- Copa da Independência da Bolívia: 2001[1]

## Estatísticas
| Competição | Competição             | Temporadas | Melhor campanha     | Estreia | Última | P | R |
| Rondônia   | Campeonato Rondoniense | 2          | Campeão (2002)      | 2002    | 2003   |   | – |
| Brasil     | Copa do Brasil         | 1          | 2ª fase (2003)      | 2003    | 2003   |   |   |
| Brasil     | Série C                | 1          | 77º colocado (2003) | 2003    | 2003   | – | – |